# Брянско-Людиновская агломерация
Брянско-Людиновская агломерация — скопление городских поселений, включающее 6 городов (Брянск, Дятьково, Киров, Людиново, Сельцо, Фокино) и 13 посёлков городского типа. Имеет линейную территориальную конфигурацию вдоль реки Болвы и параллельных ей железной и автомобильной дорог, соединяющих Брянскую и Калужскую области. Хотя Брянская агломерация по обычным критериям насчитывает около 0,69 млн чел., некоторые эксперты расширительно считают за агломерацию всё скопление, включая прилегающие сельские районы, что делает её миллионной.

## Состав агломерации
В перспективную Брянскую агломерацию, согласно «Стратегии социально-экономического развития города Брянска до 2030 года», входят города Брянск, Дятьково, Сельцо и Фокино, а также Брянский и Дятьковский районы, с оценочной численностью населения порядка 0,6 млн человек. Также в «Стратегии» задекларировано, что «выбор „людиновского“ направления во многом оправдан, поскольку это
является продолжением вектора расширения Московской агломерации».
В состав Брянской городской агломерации, согласно утверждённому распоряжением правительства Брянской области от 19 августа 2019 года (с изменениями от 1 декабря 2022 года) перечню включённых в её состав муниципальных образований, входят:
- Город Брянск — «ядро агломерации».
- Сельцовский городской округ.
- Городской округ «город Фокино».
- В Брянском муниципальном районе: Глинищевское сельское поселение, Добрунское сельское поселение, Домашовское сельское поселение, Журиничское сельское поселение, Мичуринское сельское поселение, Новодарковичское сельское поселение, Нетьинское сельское поселение, Новосельское сельское поселение, Отрадненское сельское поселение, Пальцовское сельское поселение, Свенское сельское поселение, Снежское сельское поселение, Стекляннорадицкое сельское поселение, Супоневское сельское поселение, Чернетовское сельское поселение.
- В Выгоничском муниципальном районе: Выгоничское городское поседение, Кокинское сельское поселение, Красносельское сельское поселение, Орменское сельское поселение, Сосновское сельское поселение, Утынское сельское поселение, Хмелевское сельское поселение, Хутор-Борское сельское поселение.
- В Карачевском муниципальном районе: Карачевское городское поселение, Бошинское сельское поселение, Вельяминовское сельское поселение, Верхопольское сельское поселение, Дроновское сельское поселение, Мылинское сельское поселение, Ревенское сельское поселение, Песоченское сельское поселение.
- В Дятьковском муниципальном районе: Дятьковское городское поселение, Бытошское городское поселение, Ивотское городское поселение, Любохонское городское поселение, Старское городское поселение, Березинское сельское поселение, Большежуковское сельское поселение, Верховское сельское поселение, Немеричское сельское поселение, Слободищеское сельское поселение.

## История
Брянско-Людиновская агломерация начала формироваться во второй половине XIX века как Мальцовский промышленный округ. Уже в 1880-е годы на здешних заводах трудилось более 100 тысяч рабочих. В 1920-е годы территория Мальцовского округа полностью входила в состав Бежицкого уезда Брянской губернии, но в последующем, с введением районного и областного деления, оказалась разделена между Брянской и Калужской областями.

## Население
Расчётная численность населения Брянской городской агломерации составляет 
593,4 тыс. чел. (2024).